# Alt Zachun

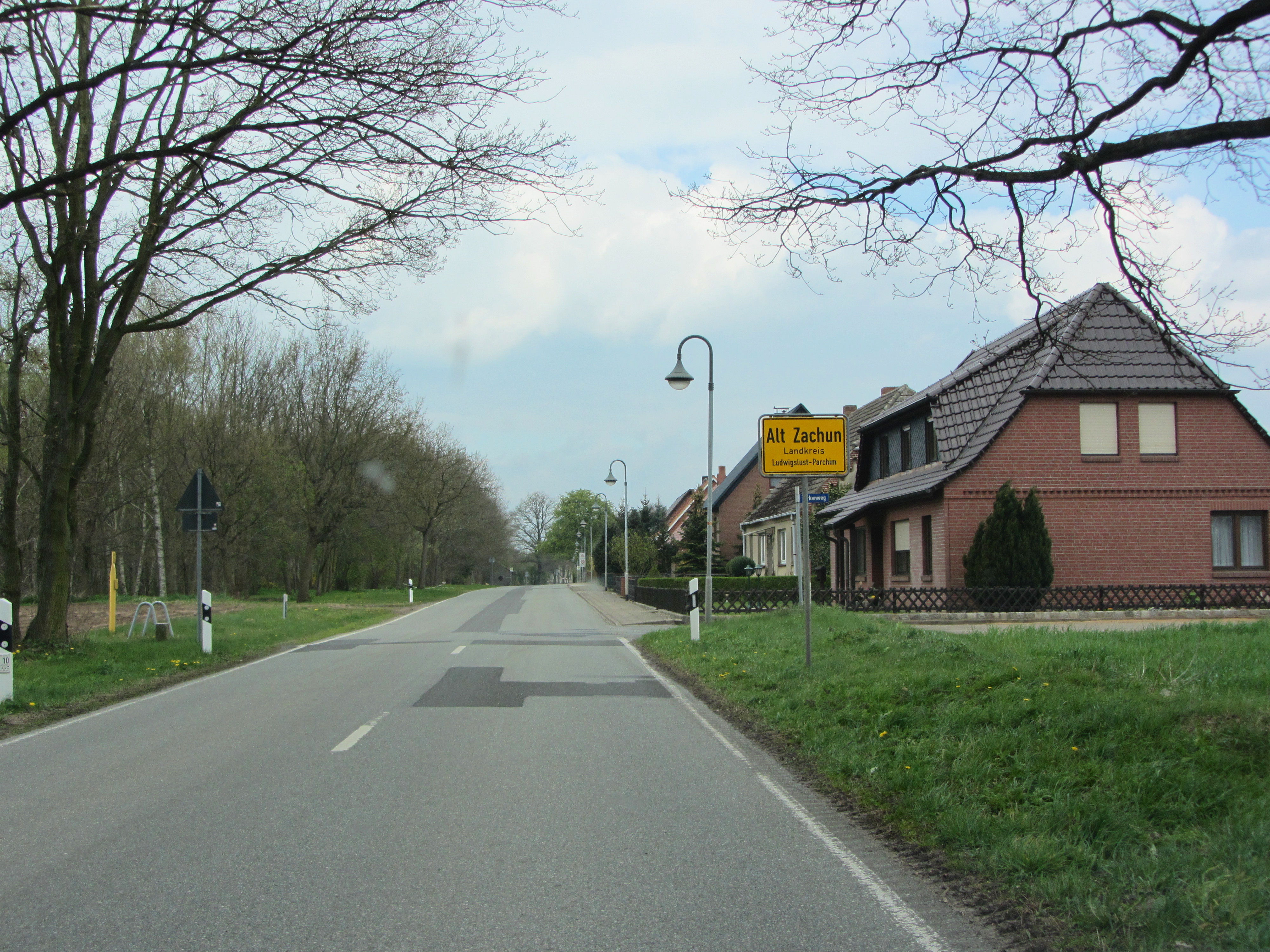
Alt Zachun

Alt Zachun ist eine Gemeinde im Landkreis Ludwigslust-Parchim in Mecklenburg-Vorpommern (Deutschland). Sie wird vom Amt Hagenow-Land mit Sitz in der Stadt Hagenow verwaltet.

## Geografie und Verkehrsanbindung
Die Gemeinde befindet sich zirka 13 Kilometer südlich von Schwerin und liegt zudem im Gleisdreieck Schwerin–Hagenow–Ludwigslust. Der Bahnhof Zachun an der Bahnstrecke Hagenow Land–Schwerin liegt etwas außerhalb des Ortes in westlicher Richtung. Die Bundesstraße 321 verläuft etwa 3,5 Kilometer westlich, die Bundesautobahn 24 zweieinhalb Kilometer südlich von Alt-Zachun.
Umgeben wird Alt Zachun von den Nachbargemeinden Holthusen im Norden, Sülstorf im Nordosten, Hoort im Süden sowie Bandenitz im Westen.

## Geschichte
Alt Zachun gehörte bis 1921 zum Domanialamt Hagenow in Mecklenburg-Schwerin, das dann in das Amt, ab 1933 Kreis und ab 1939 Landkreis Hagenow fortgeführt wurde. Im Rahmen der Verwaltungsreform von 1952 kam dieser Landkreis zum Bezirk Schwerin. Von 1974 bis 1983 war Alt Zachun mit den Nachbarorten Neu Zachun und Hoort zur Gemeinde Zachun vereinigt. Mit der Wiedereinführung der Länder 1990 zum Land Mecklenburg. Im Rahmen der Kreisreformen nach der Wende kam die Gemeinde 1992 zum Landkreis Ludwigslust und 1994 zum Landkreis Ludwigslust-Parchim.
Die Einwohnerzahl betrug 1910 229 und 1939 273.

## Politik

### Gemeindevertretung und Bürgermeister
Der Gemeinderat besteht (inkl. Bürgermeister) aus sieben Mitgliedern. Die Wahl zum Gemeinderat am 26. Mai 2019 hatte zum Ergebnis, dass die Wählergemeinschaft „Für unser Dorf“ 100 % der Stimmen und damit alle sechs Sitze erhielt.
Bürgermeister der Gemeinde ist Volker Klemz, er wurde mit 88,10 % der Stimmen gewählt.

### Wappen
| Wappen von Alt Zachun | Blasonierung: „Geteilt; oben in Rot ein aufgerichteter golden gekrönter, rot gezungter, schwarz bewehrter, doppelgeschweifter goldener Löwe, begleitet im rechten Obereck von einer silbernen Lilie; unten in Gold auf grünem Dreiberg ein grüner Baumstumpf mit drei Trieben, von denen die beiden äußeren mit den Spitzen nach innen gebogen sind und sich im unteren Drittel des mittleren kreuzen.“ |
| Wappen von Alt Zachun | Wappenbegründung: Das Wappen beinhaltet zum einen Zeichen ehemaliger adliger Ortsherren. So wurde der Löwe in veränderter Gestalt und Tingierung dem Wappen der Familie von Pentz nachempfunden, das in Silber einen schreitenden, golden gekrönten und gefleckten roten Löwen zeigt. Die Lilie entstammt dem Wappen der Familie von Schack, das in Rot eine silberne Lilie wiedergibt. Beide Familien bestimmten lange Zeit die Entwicklung des Ortes. Zum anderen sollen mit dem treibenden Baumstumpf auf dem Dreiberg das Aufblühen der Gemeinde, ebenso die Haupterwerbsquelle der Einwohner, die Landwirtschaft, und die reizvolle Umgebung symbolisiert werden. Das Wappen wurde von dem Wismarer Heraldiker Roland Bornschein gestaltet. Es wurde am 2. November 1992 durch das Ministerium des Innern genehmigt und unter der Nr. 47 der Wappenrolle des Landes Mecklenburg-Vorpommern registriert. |

### Flagge
Die Flagge wurde von dem Schweriner Heraldiker Karl-Heinz Steinbruch gestaltet und am 4. Juli 2001 durch das Ministerium des Innern genehmigt.
Die Flagge ist gleichmäßig längs gestreift von Gelb und Rot. In der Mitte des Flaggentuchs liegt, auf jeweils zwei Drittel der Höhe des gelben und des roten Streifens übergreifend, das Gemeindewappen. Die Länge des Flaggentuchs verhält sich zur Höhe wie 5:3.

### Dienstsiegel
Das Dienstsiegel zeigt das Gemeindewappen mit der Umschrift „• GEMEINDE ALT ZACHUN • LANDKREIS LUDWIGSLUST-PARCHIM“.

## Sehenswürdigkeiten
Unter Denkmalschutz steht ein Gedenkstein für die Gefallenen des Ersten Weltkrieges an der Hauptstraße.